# Kutatási szerződés
A kutatási szerződés egy szerződésfajta a polgári jogban.

## A hatályos Ptk-ban
A hatályos Polgári Törvénykönyv (2013. évi V. törvény) 6:253. §-ában foglalkozik a kutatási szerződésekkel.
A kutatási szerződés a kutató és a megrendelő között jön létre. A szerződés alapján a kutató kutatómunkával elérhető eredmény megvalósítására, a megrendelő annak átvételére és díj fizetésére köteles.
Közreműködőt a kutató  a megrendelő hozzájárulása esetén vehet igénybe. Erre a hozzájárulásra, nincs szükség, ha a közreműködő igénybevétele együtt jár a kutatás jellegével. Ha az eredmény szerzői jogi védelemben részesül vagy iparjogvédelmi oltalomban részesíthető, a kutató a védelemből eredő vagyoni jogokat köteles a megrendelőre átruházni. Ha jogszabály kizárja
a vagyoni jog átruházását, a kutató köteles a megengedett legszélesebb terjedelmű felhasználási jog engedélyezésére.
Semmis a kutatási szerződésben a jogszavatosság kizárása vagy korlátozása. 
A szerződéssel összefüggő üzleti titok jogosultja a megrendelő. A kutatómunka alapján elkészített szellemi alkotás nyilvánosságra hozatalához a megrendelő előzetes hozzájárulása szükséges. Ha a felek abban állapodnak meg, hogy a díj a kutatás eredménytelen befejezése esetén is jár, akkor a kutatás végzésére és a kutató díjigényére a megbízás szabályait kell alkalmazni.

## Története  – A korábbi Ptk-ban
Kutatási szerződés alapján a vállalkozó kutatómunka végzésére, a megrendelő pedig díj fizetésére köteles. A felek megállapodhatnak abban, hogy a díj a munka eredménytelen befejezése esetén is jár. A kutatási szerződés főbb szabályait a Ptk. 412. – 414/A. §-ai tartalmazták.
A kutatási szerződésre a külön nem szabályozott kérdésekben a vállalkozási szerződés általános szabályait, illetőleg a megbízási szerződésre vonatkozó rendelkezéseket kell megfelelően alkalmazni. 
- A szerződést írásba kell foglalni. A szerződés határozatlan időre is megköthető. [9]
- A szerződéssel kapcsolatban rendelkezésre bocsátott, jogi oltalomban részesíthető szellemi alkotások tekintetében
  - a) ha a megrendelő a rendelkezés jogát kiköti, a vállalkozó a szellemi alkotást csak saját belső tevékenységéhez használhatja fel, nyilvánosságra nem hozhatja, harmadik személlyel nem közölheti; ilyen esetben a szellemi alkotással a megrendelő szabadon rendelkezik;
  - b) ha a megrendelő a rendelkezés jogát nem köti ki, a szellemi alkotást csak saját üzemi tevékenysége körében használhatja fel, nyilvánosságra nem hozhatja, harmadik személlyel nem közölheti; ilyen esetben a szellemi alkotással a vállalkozó szabadon rendelkezik. [10]
- A vállalkozó csak a megrendelő hozzájárulásával vehet igénybe alvállalkozót. Nincs szükség a megrendelő hozzájárulására, ha a vállalkozó meghatározott eredmény elérésére vállalkozott. [11]
- A megrendelő a vállalkozó szolgáltatását csak a szerződésben meghatározott célra használhatja fel, nyilvánosságra nem hozhatja. [12]
- A vállalkozó szavatol azért, hogy harmadik személynek nincs olyan joga, amely a szolgáltatás felhasználását megakadályozza vagy korlátozza. Erre a szavatosságra az eladónak a tulajdonjog átruházásáért való szavatosságára irányadó szabályokat kell megfelelően alkalmazni. [13]
- A vállalkozó a szerződésben kikötheti kártérítési felelősségének korlátozását. [14]
- A felek a határozatlan időre kötött szerződést 6 hónapra felmondhatják. [15]